# Тернопольско-Зборовская архиепархия УГКЦ
Тернопольско-Зборовская архиепархия УГКЦ

## История
Основана 20 апреля 1993 года как Тернопольскую. В ходе реформы 2000 года Зборовскую епархию было включено в состав Тернопольской, но с состава последней вышла Бучацкая епархия. 22 декабря 2011 получила статус митрополии. С 1993 года кафедру в Тернопольской епархии возглавил Михаил (Сабрига) и исполнял свои полномочия до смерти 29 июня 2006 года. В октябре этого же года на кафедру возвели бывшего директора Ивано-Франковской подпольной семинарии Василия (Семенюка). В 2015 году Теодор (Мартынюк) стал первым епископом-помощником Тернопольско-Зборовской епархии.

## Епископы
- Михаил (Сабрига) 17 октября 1993 по 29 июня 2006[2]
- Василий (Семенюк) 19 октября 2006 по 17 октября 2024 (ушел на покой)[3]
- Теодор (Мартынюк) с 8 декабря 2024

### Епископы-коадъюторы
- Василий (Семенюк) с 3 апреля 2004 по 16 октября 2006
- Теодор (Мартынюк) с 22 мая 2015 по 17 октября 2024
- Владимир (Фирман) с 12 июля 2023